# Atractides neogaeus
Atractides neogaeus är en kvalsterart som beskrevs av Herbert Habeeb 1955. Atractides neogaeus ingår i släktet Atractides och familjen Hygrobatidae. Inga underarter finns listade.